# Джон Кейдж
Джон Кейдж (англ. John Milton Cage Jr.; 5 вересня 1912 — 12 серпня 1992) — американський композитор. Кейджа вважають винахідником препарованого фортепіано;:389 для його творчості також характерно використання елементів випадковості на етапі створення композицій; графічної нотації; нетипових (шумових) джерел звуку та надання особливого значення тиші; серед його творів є й електронна музика Філософські ідеї Кейджа частково натхненні індійською філософією, даосизмом і дзен-буддизмом.

## Життєпис

### Дитинство, юність
Батько композитора, Джон Мілтон Кейжд старший, був винахідником; мати, Люкретія Гарвей (Harvey), — журналісткою. Сім'я часто переїжджала — коли Кейжу молодшому було 12, вони встигли помешкати в шести різних місцях Каліфорнії, двох — у Мічигані, і навіть в Онтаріо.:5 Перші музичні науки Кейдж отримував від своєї тітки (сестри матері) Фібі, а згодом — від композитора Fannie Charles Dillon (у них Кейдж навчався гри на фортепіано).
У Лос-Анджелесі 12-річний Кейдж переконав місцеву радіостанцію «KNX» щотижня випускати в ефір годинну програму, в якій брав участь музичний ансамбль, що Кейдж утворив разом з його друзями-бойскаутами (у складі ансамблю, зокрема, були тромбон, труба, фортепіано і спів; на фортепіано часто грав Кейдж).:7
Протягом 1923—28 рр. Кейдж навчався у Los Angeles High School:8, яку закінчив з відзнакою:21, після чого у 1929 р. вступив у Pomona College. Втім, після двох років навчання він покинув коледж, оскільки побачив, що «ця інституція діє неправильно», і вирішив, що поїздка до Європи матиме для нього більше користі, ніж продовження навчання у коледжі:8.
Кейдж їхав до Європи з думкою стати письменником. Але прибувши до Парижа, він починає цікавитися архітектурою і музикою; особливо його захопила готична архітектура 15-го століття:9. Протягом шести тижнів Кейдж відвідував Бібліотеку Мазаріні, де читав про готичну архітектуру. Протягом деякого часу Кейдж працював у архітектора Ernö Goldfinger, але «малювання іонійських, дорійських і коринфських колон» швидко йому набридло.
Кейдж спробував навчатися у піаніста й органіста, викладача з Паризької консерваторії Лазара Леві (Lazare Lévy), проте після двох лекцій він зрозумів, що розвиток як піаніста-віртуоза його не цікавить. Втім, Леві порадив Кейджу відвідати ряд концертів, зокрема музики Баха; Кейдж побував також на концертах, де виконувалася музика Стравінського і Скрябіна:22 та познайомився з музикою Еріка Саті. Після Парижа Кейжд побував також на Мальорці, Капрі, Севільї, Мадриді; у Дессау разом із другом на ім'я Дон Семпл (Don Sample) Кейжд побував у школі баугаусу, який мав сильний вплив на нього:23-24. У Європі Кейжд також починає писати музичні твори й малювати картини, проте спочатку в нього було враження, що музика — то «не його».

### 1931—1938
Кейдж повернувся до Лос-Анджелеса у грудні 1931 р.. Деякий час Кейдж працював садівником у Санта-Моніці, а також давав господиням лекції про сучасне мистецтво. Окрім того Кейдж підробляв різними іншими способами — миючи посуд у кафе, підшукуючи й аналізуючи наукову літературу в бібліотеках для батька та інших, допомагаючи мамі в її магазині для мистців:13. Також у проміжку між 1931 і 1933 рр. Кейдж і Дон Семпл трохи менше року жили у архітектора Рудольфа Шіндлера:23.
Кейдж познайомився з Річардом Бюлігом (Buhlig), «першим піаністом, який виконав твір 11 Шенберга», і який, своєю чергою, познайомив Кейджа з Генрі Коуеллом. Коуелл, ознайомившись з деякими творами Кейджа, порадив йому деякий час навчатися у Адольфа Вайса (Weiss), учня Шенберга (для цього Кейдж з вересня по грудень 1934 р. жив у Нью-Йорку), щоб потім продовжити навчання у самого Шенберга. Також Кейдж був асистентом Коуелла у нью-йоркському університеті «Нова Школа». Повернувшись до Лос-Анджелеса, Кейдж навчається у Шенберга.
Спершу Кейдж відвідував курс, який Шенберг читав з жовтня 1934 р. для групи з від 25 до 40 студентів (при тому Кейжд почав відвідувати курс тільки у січні 1935 р.); Шенберг аналізував музику Баха, Бетховена, Брамса і самого Шенберга. У травні 1935 р., за порадою Вайса, Кейдж спробував домовитися із Шенбергом про можливість продовження навчання. За словами Кейджа, Шенберг погодився навчати його безкоштовно за умови, що той присвятить своє життя музиці. Кейдж відвідував курси, які Шенберг читав у Каліфорнійському університеті в Лос-Анджелесі та Університеті Південної Каліфорнії, зокрема композиції, контрапункту, аналізу і гармонії; при тому після першої лекції з гармонії у 1936 р. Кейдж припинив навчання у Шенберга:129.
7 червня 1935 р. Кейдж одружився з Ксенею Кашеваров (Kashevaroff), з якою познайомився у магазині матері. Ксеня була маляркою, скульпторкою, і також співпрацювала з Кейджем як музикант протягом понад десяти років, незважаючи на те, що у 1945 р. вони розлучилися (згідно з иншим джерелом — у 1946). Кейдж присвятив Ксені ряд творів, зокрема Music for Xenia (1934), Living Room Music (1940), The City Wears a Slouch Hat (1941), Third Construction (1941), Tossed As It Is Untroubled (присвята Ксені наявна в рукописі, 1943), A Valentine out of Season (1944).
Після навчання у Шенберга Кейдж почав співпрацювати з кінорежисером Оскаром Фішінгером (Fischinger), у якого був асистентом, і який підштовхнув його до ідеї використання «немузичних» звуків у музиці:26. Фішінгер також практикував буддизм, яким Кейдж пізніше зацікавиться. В той період Кейдж почав експериментувати з оркестром ударних інструментів і прийшов до ідеї т. зв. «водяного гонгу». Кейдж деякий час працював акомпаніатором класів танцю у Каліфорнійському університеті в Лос-Анджелесі, і, згодом (у 1938), викладав спершу у Cornish School у Сієтлі:10-11, а згодом у Mills College у Сан-Франциско.
Саме в період, коли Кейдж працював у Cornish School, він винайшов препароване фортепіано й написав Imaginary Landscape No. 1, який є одним з ранніх зразків електронної музики. У Cornish School з 1936 року існувала радіо студія, яка виконувала навчальні функції, і це дало можливість Кейджу почати експериментувати з електронною музикою. Приблизно в той період Ксеня і її знайома перекладали маніфест «Мистецтво шумів» Луїджі Руссоло, який мав сильний вплив на Кейджа:33. 18 липня 1940 р., коли Кейдж працював у Mills College, він організував концерт перкусійної музики, програма якого включала твори Кауелла (Pulse), кубинських композиторів Amadeo Roldán (Rítmical V і VI) і José Ardévol (Suite), Лу Гаррісона (Canticle), Вільяма Рассела (Chicago Sketches), а також Second Construction Кейджа. Концерт відбувся з участю 17-ти виконавців (серед них сам Кейдж, Ксеня, Лу Гаррісон і Вільям Рассел), а також отримав широкий i загалом позитивний розголос у суспільстві:39.
У серпні 1940 р. Кейдж планував і готувався до створення Центру експериментальної музики; серед іншого, він планував роздобути для цього центру терменвокс. Також від Генрі Коуелла Кейдж позичив ритмікон, інструмент, який Кауелл створив у співпраці з Левом Терменом. Кейдж і Кауелл активно шукали спонсорів для реалізації задуму (серед інших, вони звертались до Чарлі Чапліна, Уолта Діснея, Фонду Рокфеллера тощо), і звертались по підтримку до колег-композиторів: Едгара Вареза, Джорджа Антейла, Ернста Тоха. Потенційні спонсори часто висловлювали зацікавлення ідеєю, але до конкретної фінансової допомоги не доходило. Після року спроб зібрати потрібні кошти, Кейдж змушений був відмовитися від цього задуму:43.
У серпні 1941 р. Джон і Ксеня переїхали до Чикаго. Кейдж вів курс «звукових експериментів» у чиказькій Школі дизайну, засновником і директором якої був колишній професор Баугаусу László Moholy-Nahy. Директор школи поділяв бажання Кейджа створити студію електронної музики, але і в Школі дизайну цього зробити не вдалося через брак фінансування. У Чикаго Кейдж організував ще один концерт перкусійної музики, який знову отримав широкий розголос. Концерт відбувся 1 березня 1942 р. з участю 10 виконавців, і включав твори Вільяма Рассела, Лу Гаррісона і Кейджа (Imaginary Landscape No. 3):45. 31 березня 1942 р. на радіостанції CBS у рамках програми Columbia Workshop вийшла в ефір радіопостановка The City Wears a Slouch Hat; ця постановка була результатом співпраці Кейджа і письменника Kenneth Patchen. Кейдж сподівався реалізувати багату звуками аудіодоріжку, але технік у студії CBS відкинув частину його ідей як «занадто дорогі для реалізації». Ця радіопостановка здобула як позитивні, так і негативні відгуки слухачів.

### Нью-Йорк
На початку червня 1942 р. Джон і Ксеня переїхали до Нью-Йорка. Деякий час вони жили у різних знайомих — у Макса Ернста і його жінки Пеггі Гуггенгайм, у Kenneth Patchen з дружиною, а також у Джозефа Кемпбелла і його дружини танцівниці Jean Erdman. Окрім того, деякий час подружжя жило у батьків Джона, які недавно переїхали у містечко Montclair неподалік від Нью-Йорка. Джон і Ксеня поступово інтегровувались в культурне життя Нью-Йорка завдяки знайомим і друзям. На одній з вечірок, які організовувала сім'я Ернста-Гуггенгайм, подружжя Кейджів познайомилося з Марселем Дюшанем. У вересні 1942 р. вони нарешті винайняли собі окреме помешкання. Кейдж пише музику, зокрема Credo in Us (прем'єра початкової версії відбулася 1 серпня).
7 лютого 1943 р. відбувся черговий концерт перкусійної музики з участю 13 виконавців на 125 інструментах включно з підготованим фортепіано і електричними приладами з CBS. Програма концерту включала твори Кауелла, Гаррісона і Кейджа (зокрема Amores, Construction in Metal і Imaginary Landscape No. 3). Цей концерт отримав розголос на національному рівні.
Кейдж поступово почав відходити від написання музики для перкусійних оркестрів, і замість того зосереджується на підготованому фортепіано й музиці до танцю. У цей час його стосунки з Ксенею остаточно розпадаються, вона починає жити окремо (кінець лютого 1944); у Кейджа, натомість, розвиваються стосунки з Мерсем Каннінгемом, з яким вони також починають все частіше разом виступати. Кейдж і Ксеня розлучилися 25 листопада 1946 р.
У 1946 р. Кейдж давав приватні науки музикантці з Індії Ґіту Сарабгаі (Gita Sarabhai). Вона, натомість, навчала його того, що вона знала про індійську музику й філософію. Окрім того, Кейдж у цей час прочитав «Перетворення природи у мистецтві» індійського автора Ананди Кертиша Куранасвамі, а також «Повчання Шрі Рамакрішна», які він отримав від Ґіти Сарабгаі. Це мало вплив, зокрема, на цикл Сонати й Інтерлюдії, який він почав писати у цей час.
У 1948 р. Кейдж і Каннінгем вирушили в 6-тижневе «турне», даючи лекції й майстер-класи у різних навчальних закладах, серед інших у Pomona College та Каліфорнійському університеті в Лос-Анджелесі, а також у експериментальному навчальному закладі Black Mountain College, директор якого, Josef Albers, навчався у Баугаусі. Під час відвідин Black Mountain (Північна Кароліна) їх запросили улітку провести там 6-тижневі курси (Кейдж — «структура музики», Каннінгем — «техніка танцю» а також їхні знайомі). У лютому 1949 р. Кейдж і Каннінгем знову вирушають у поспішне турне на схід — до Портленда, щоб назбирати грошей на подорож до Європи.
23 березня 1949 р. Кейдж і Каннінгем вирушили до Амстердама, звідки, через Бельгію і Францію, вони вирушили до Італії, де в Палермо і Мілані Кейдж відвідав фестивалі сучасної музики, на які він писав рецензії. З середини травня по жовтень Кейдж і Каннінгем мешкали в Парижі, де Кейдж познайомився, серед інших, із Олів'є Мессіаном і П'єром Булезом. Протягом перебування у Парижі Кейдж декілька разів виконував Sonatas and Interludes, Bacchanale, Amores I та IV та інші твори. Також він продожував збирати ноти творів Еріка Саті, чиєю творчістю він захоплювався.
Після повернення до Нью-Йорка восени, Кейдж познайомився з трьома людьми, з якими у нього були тісні творчі зв'язки у майбутньому: композиторами Мортоном Фелдманом, Крістіаном Вулфом і піаністом Девідом Тюдором. З Тюдором Кейдж познайомився, коли шукав піаніста, який би погодився виконати Другу фортепіанну сонату Булеза. Прем'єра твору в США у виконанні Тудора відбулася 18 грудня 1950 р.:93. У той період Кейдж мав романтичні почуття до Тудора, що зафіксовано у листах.

### І цзін;дзен-буддизм
Під час роботи над Концертом для підготованого фортепіано і камерного оркестру Кейдж отримав в подарунок від Крістіана Вулфа китайську Книгу перемін в англійському перекладі. Ця книга відкрила Кейджу новий спосіб композиції, заснований на використанні випадкових чисел (отриманих з допомогох багаторазового підкидання монети). Кейдж відразу використав цей спосіб у третій (фінальній) частині концерту, а також у монументальному фортепіанному творі Music of Changes, у Imaginary Landscape 4 для радіоприймачів, а також у Williams Mix:101—113. З допомогою використання випадковості як інструмента творчості Кейдж намагався звільнити свою творчість від власного еґо. «Той, хто ставить запитання, а не робить вибір» — так він описував свою роль як композитора.
В той же час (починаючи з вересня 1951 р.) Кейдж відвідував лекції Daisetz Teitaro Suzuki з дзен-буддизму в Колумбійському університеті.

## Особисте життя
Джон Кейдж був бісексуалом. Він мав стосунки як з чоловіками так і з жінками. Мав тривалі стосунки з танцівником Мерсом Каннінгемом.

## Творчість
Джон Кейдж був одним з найсміливіших новаторів і експериментаторів у мистецтві XX століття — він є винахідником препарованого фортепіано, одним з піонерів електронної музики, перформансу, графічної нотації. Однією з ключових ідей у його творчості, зокрема з 1950-х років, була відмова від контролю композитора над звуковим матеріалом, і підхід, згідно з яким композитор у своєму творі «ставить запитання»:284. Протягом 1952—1953 років він створив проект Williams Mix, приклад електроакустичної музики, який йому допоміг завершити Ерл Браун. Також у 1952 році Кейдж створив свій найвідоміший твір 4′33″.

## Список творів
| Рік       | Назва |
| --------- | --- |
| 1932      | Перший розділ Еклезіаста                                                                                        |
| 1932      | Greek Ode |
| 1933      | Solo with Obbligato Accompaniment of Two Voices in Canon                                                        |
| 1933      | Sonata for 2 voices                                                                                             |
| 1933      | Sonata for Clarinet                                                                                             |
| 1933      | Три легкие пьесы                                                                                                |
| 1933      | Three Songs, (Gertrude Stein)                                                                                   |
| 1934      | Composition For Three Voices, for any three instruments encompassing the ranges d to d3'                        |
| 1934      | Six Short Inventions                                                                                            |
| 1935      | Quartet |
| 1935      | Quest |
| 1935      | Three Pieces for Flute                                                                                          |
| 1935      | Two Pieces for Piano (1935)                                                                                     |
| 1936      | Trio |
| 1938      | Five Songs for Contralto                                                                                        |
| 1938      | Metamorphosis                                                                                                   |
| 1938      | Music for Wind Instruments                                                                                      |
| 1939      | 1st Construction (In Metal)                                                                                     |
| 1939      | Imaginary Landscape No. 1                                                                                       |
| 1939      | Marriage at the Eiffel Tower (в співпраці з Henry Cowell і George McKay)                                        |
| 1939—1952 | Уявні ландшафти 1-5                                                                                             |
| 1940      | 2nd Construction                                                                                                |
| 1940      | Bacchanale |
| 1940      | Fads and Fancies In the Academy                                                                                 |
| 1940      | Living Room Music                                                                                               |
| 1941      | 3rd Construction                                                                                                |
| 1941      | The City Wears a Slouch Hat                                                                                     |
| 1942      | Credo in US |
| 1942      | Forever and Sunsmell                                                                                            |
| 1942      | Imaginary Landscape No. 2                                                                                       |
| 1942      | Уявний ландшафт 3                                                                                               |
| 1942      | In the Name of the Holocaust                                                                                    |
| 1942      | Opening Dance (Entrance) (для Sue Laub)                                                                         |
| 1942      | Primitive |
| 1942      | The Wonderful Widow of Eighteen Springs                                                                         |
| 1942      | Jazz Study |
| 1943      | Ad Lib |
| 1943      | Amores |
| 1943      | And the Earth Shall Bear Again                                                                                  |
| 1943      | Chess Pieces |
| 1943      | Four Dances |
| 1943      | Our Spring Will Come                                                                                            |
| 1943      | A Room |
| 1943      | She is Asleep                                                                                                   |
| 1943      | Tossed As It Is Untroubled                                                                                      |
| 1943      | Totem Ancestor                                                                                                  |
| 1943      | Triple-Paced no. 1                                                                                              |
| 1944      | A Book of Music                                                                                                 |
| 1944      | Crete |
| 1944      | Four Walls |
| 1944      | Небезпечна ніч                                                                                                  |
| 1944      | Prelude for Meditation                                                                                          |
| 1944      | Root of an Unfocus                                                                                              |
| 1944      | Spontaneous Earth                                                                                               |
| 1944      | Triple-Paced no. 2                                                                                              |
| 1944      | The Unavailable Memory of                                                                                       |
| 1944      | A Valentine out of Season                                                                                       |
| 1945      | Dad |
| 1945      | Daughters of the Lonesome Isle                                                                                  |
| 1945      | Mysterious Adventure                                                                                            |
| 1945      | Soliloquy |
| 1945      | Three Dances |
| 1946      | Encounter |
| 1946      | Офелія |
| 1946      | Prelude for six instruments                                                                                     |
| 1946      | Two Pieces for Piano                                                                                            |
| 1947      | Arrangement of Erik Satie's Socrate                                                                             |
| 1947      | Music for Marcel Duchamp                                                                                        |
| 1947      | Ноктюрн |
| 1947      | The Seasons |
| 1947      | The Seasons |
| 1948      | Dream |
| 1948      | Experiences II                                                                                                  |
| 1948      | Experiences No. 2                                                                                               |
| 1948      | In a Landscape                                                                                                  |
| 1948      | Orestes |
| 1948      | Sonatas and Interludes                                                                                          |
| 1948      | Suite for Toy Piano                                                                                             |
| 1949      | Lecture on Nothing                                                                                              |
| 1950      | A Flower |
| 1950      | Six Melodiesrd                                                                                                  |
| 1950      | String Quartet in Four Parts                                                                                    |
| 1950      | Works of Calder                                                                                                 |
| 1950      | A Chant with Claps                                                                                              |
| 1951      | Concerto for prepared piano                                                                                     |
| 1951      | Haiku |
| 1951      | Imaginary Landscape No. 4                                                                                       |
| 1951      | Music of Changes                                                                                                |
| 1951      | Pastorales |
| 1951      | Sixteen Dances                                                                                                  |
| 1951      | Two Pastorales                                                                                                  |
| 1952      | 4′33″ |
| 1952      | For M. C. and D. T.                                                                                             |
| 1952      | Imaginary Landscape No. 5                                                                                       |
| 1952      | Music for Carillon No. 1                                                                                        |
| 1952      | Music for Piano 1                                                                                               |
| 1952      | Seven Haiku |
| 1952      | Waiting |
| 1952      | Water Music |
| 1952      | Williams Mix |
| 1953      | 59 ½" |
| 1953      | Music for Piano 2                                                                                               |
| 1953      | Music for Piano 20                                                                                              |
| 1953      | Music for Piano 3                                                                                               |
| 1953      | Music for Piano 4-19                                                                                            |
| 1954      | 12'55.6078" |
| 1954      | 31'57.9864" |
| 1954      | 34'46.776" |
| 1954      | 45' |
| 1954      | Music for Carillon No. 2                                                                                        |
| 1954      | Music for Carillon No. 3                                                                                        |
| 1955      | 26'1.1499" |
| 1955      | Music for Piano 21 — 36                                                                                         |
| 1955      | Music for Piano 37 — 52                                                                                         |
| 1955      | Speech |
| 1956      | 27'10.554" |
| 1956      | Music for Piano 53 — 68                                                                                         |
| 1956      | Music for Piano 69 — 84                                                                                         |
| 1956      | Radio Music |
| 1957      | Winter Music |
| 1957-1958 | Concert for piano & orchestra                                                                                   |
| 1958      | Aria |
| 1958      | Fontana Mix, |
| 1958      | For Paul Taylor and Anita Dencks                                                                                |
| 1958      | Music Walk |
| 1958      | Solo for Voice 1                                                                                                |
| 1958      | TV Köln |
| 1958      | Variations I |
| 1959      | Sounds of Venice                                                                                                |
| 1959      | Water Walk |
| 1960      | Cartridge Music                                                                                                 |
| 1960      | Music for «The Marrying Maiden»                                                                                 |
| 1960      | Music for Amplified Toy Pianos                                                                                  |
| 1960      | Solo for Voice 2, for solo voice (any range)                                                                    |
| 1960      | Theatre Piece                                                                                                   |
| 1960      | WBAI |
| 1960      | Where Are We Going? And What Are We Doing?e                                                                     |
| 1961      | Atlas Eclipticalis                                                                                              |
| 1961      | Indeterminacy (в сотрудничестве с David Tudor)                                                                  |
| 1961      | Music for Carillon No. 4                                                                                        |
| 1961      | Variations IIans                                                                                                |
| 1962      | 0'00" (4'33" No. 2)                                                                                             |
| 1962      | Music for Piano 85                                                                                              |
| 1963      | Suite for Toy Piano (оркестровка Lou Harrison)                                                                  |
| 1963      | Variations III                                                                                                  |
| 1963      | Variations IV                                                                                                   |
| 1965      | Electronic Music for Piano                                                                                      |
| 1956      | Rozart Mix |
| 1956      | Variations V |
| 1966      | Variations VI                                                                                                   |
| 1966      | Variations VII                                                                                                  |
| 1967      | Music for Carillon No. 5                                                                                        |
| 1967      | Newport Mix |
| 1967—1969 | HPSCHD |
| 1969      | 33 1/3 |
| 1969      | Cheap Imitation                                                                                                 |
| 1970      | 36 Mesostics re and not re Marcel Duchamp                                                                       |
| 1970      | Solo for Voice 49, Song With Electronics—Relevant: The Year Begins to Be Ripe                                   |
| 1970      | Song Books Volumes I & II                                                                                       |
| 1971      | Les Chants De Maldoror Pulvérises Par L'assistance Même                                                         |
| 1971      | Sixty-Two Mesostics Re Merce Cunningham                                                                         |
| 1971      | WGBH-TV |
| 1972      | Bird Cage |
| 1972      | Cheap Imitation                                                                                                 |
| 1972      | Mureau (в сотрудничестве с David Tudor)                                                                         |
| 1973      | Etcetera |
| 1973      | Excercise |
| 1973      | Series re Morris Graves, on Morris Graves                                                                       |
| 1974      | Score |
| 1974      | Forty-four Harmonies                                                                                            |
| 1975      | Child of Tree                                                                                                   |
| 1975      | Etudes Australes                                                                                                |
| 1975      | Lecture on the Weather                                                                                          |
| 1976      | Apartment House 1776                                                                                            |
| 1976      | Branches |
| 1976      | Quartet IV |
| 1976      | Quartets I—VIII                                                                                                 |
| 1976      | Renga |
| 1976—1978 | Quartet |
| 1976—1979 | Writing for the Second Time Through Finnegans Wake                                                              |
| 1977      | Cheap Imitation                                                                                                 |
| 1977      | Forty-Nine Waltzes for the Five Boroughs                                                                        |
| 1977      | Inlets, for 3 players of water-filled conch shells                                                              |
| 1977      | Telephones and Birds                                                                                            |
| 1978      | Chorals |
| 1978      | A Dip in the Lake: 10 Quicksteps, 61 Waltzes, and 56 Marches for Chicago and Vicinity, for indeterminate forces |
| 1978      | Etudes Boreales I—IV                                                                                            |
| 1978      | Etudes Boreales I—IV                                                                                            |
| 1978      | Letter to Erik Satie                                                                                            |
| 1978      | Some of «The Harmony of Maine» (Supply Belcher)                                                                 |
| 1978      | Sound Anonymously Received                                                                                      |
| 1979      | Hymns and Variations                                                                                            |
| 1979      | James Joyce, Marcel Duchamp, Erik Satie: An Alphabet                                                            |
| 1979      | Laughtears, interview (Conversation between John Cage & Klaus Schöning on Roaratorio, 1979)                     |
| 1979      | Paragraphs of Fresh Air, for a radio station with 11 sound sources                                              |
| 1979      | Roaratorio: An Irish Circus on Finnegan's Wake                                                                  |
| 1979      | What You Say, on Jasper Johns                                                                                   |
| 1979      | _, _ _ Circus on _, a means of translating a book into a performance without actors                             |
| 1980      | Freeman Etudes Book I                                                                                           |
| 1980      | Furniture Music Etcetera                                                                                        |
| 1980      | Improvisations III, for four performers and six casettes of the same or similar music'                          |
| 1980      | Litany for the Whale                                                                                            |
| 1981      | Thirty Pieces for Five Orchestras                                                                               |
| 1982      | Dance Four Orchestras                                                                                           |
| 1982      | Fifteen Domestic Minutes                                                                                        |
| 1983      | ear for EAR (Antiphonies)                                                                                       |
| 1983      | Improvisation IV («Fielding Sixes»)                                                                             |
| 1983      | Postcard From Heaven                                                                                            |
| 1983-1985 | Ryoanji |
| 1984      | HMCIEX («Here Comes Everybody Mix»)                                                                             |
| 1984      | Improvisation a + b                                                                                             |
| 1984      | Music for…, any combination of 1-17 instrumental parts                                                          |
| 1984      | Perpetual Tango                                                                                                 |
| 1984      | Souvenir |
| 1984      | Thirty Pieces for String Quartet                                                                                |
| 1985      | ASLSP |
| 1985      | A Collection of Rocks                                                                                           |
| 1985      | Eight Whiskus                                                                                                   |
| 1985      | Eight Whiskus                                                                                                   |
| 1985      | First Meeting of the Satie Society                                                                              |
| 1985      | Mirakus2 |
| 1985      | Nowth upon Nacht                                                                                                |
| 1985      | Selkus2 |
| 1985      | Seven2 |
| 1985      | Sonnekus2 |
| 1986      | But What About the Noise..                                                                                      |
| 1986      | Etcetera 2/4 Orchestras                                                                                         |
| 1986      | Haikai, for gamelan ensemble                                                                                    |
| 1986      | Hymnkus, for chamber ensemble, accordion & voice                                                                |
| 1986      | Rocks |
| 1986      | Thirteen Harmonies                                                                                              |
| 1987      | Europeras 1/2                                                                                                   |
| 1987      | One |
| 1987      | Organ2/ASLSP |
| 1987      | Two |
| 1988      | 101 |
| 1988      | Art is Either a Complaint or Do Something Else, on Jasper Johns                                                 |
| 1988      | Essay, for computer generated tape                                                                              |
| 1988      | Five Stone Wind                                                                                                 |
| 1988      | Five, for any five voices or instruments                                                                        |
| 1988      | Seven, for flute, clarinet, percussion, piano, violin, viola & cello                                            |
| 1988      | Twenty-Three, for 13 violins, 5 violas & 5 cellos                                                               |
| 1989      | Four Solos for Voice                                                                                            |
| 1989      | Four |
| 1989      | One2 |
| 1989      | Sculptures Musicales, for sounds lasting and leaving from different points                                      |
| 1989      | Swinging |
| 1989      | Three |
| 1989      | Two2 |
| 1990      | The Beatles 1962—1970 (обробки пісень The Beatles)                                                              |
| 1990      | cComposed Improvisations No. 1                                                                                  |
| 1990      | cComposed Improvisations No. 2                                                                                  |
| 1990      | cComposed Improvisations No. 3                                                                                  |
| 1990      | Europeras ¾ |
| 1990      | Four2 |
| 1990      | Fourteen |
| 1990      | Freeman Etudes Books 3 & 4                                                                                      |
| 1990      | One4 |
| 1990      | One5 |
| 1990      | One6 |
| 1990      | Scottish Circus, Musicircus based on Scottish traditional music                                                 |
| 1991      | 103 |
| 1991      | 108 |
| 1991      | Eight |
| 1991      | Five Hanau Silence («Project for Hanau Squatters»)                                                              |
| 1991      | Five2 |
| 1991      | Five3 |
| 1991      | Five4, (посвящен памяти Stefan Wolpe)                                                                           |
| 1991      | Five5 |
| 1991      | Four3 |
| 1991      | Four4 |
| 1991      | Four5 |
| 1991      | Haikai |
| 1991      | How to Improve the World (you will only make matters worse)                                                     |
| 1991      | One9 |
| 1991      | One8 |
| 1991      | Six |
| 1991      | Ten, for flute, oboe, clarinet, bassoon, trumpet, trombone, percussion, piano, 2 violins, viola & cello         |
| 1991      | Three2 |
| 1991      | Twenty-Eight, Twenty-Six and Twenty-Nine                                                                        |
| 1991      | Twenty-Eight |
| 1991      | Twenty-Nine |
| 1991      | Twenty-Six |
| 1991      | Two3 |
| 1991      | Two4 |
| 1991      | Two5 |
| 1992      | Eighty |
| 1992      | Fifty-Eight |
| 1992      | Four6' |
| 1992      | One10 |
| 1992      | One12 |
| 1992      | One13 (незакінчена)                                                                                             |
| 1992      | Seventy-Four |
| 1992      | Sixty-Eight |
| 1992      | Thirteen |
| 1992      | Two6 |

## Цікавий факт
- Оскільки Кейдж не вказав тривалість свого твору Organ²/ASLSP (As Slow As Possible, букв. «Якнайповільніше»), а початок його виконання припав на 639-ту річницю створення першого органу, виконання концерту триватиме стільки ж[34].